# Girard (Pensilvânia)
Girard é um distrito localizado no estado norte-americano de Pensilvânia, no Condado de Erie.

## Demografia
Segundo o censo norte-americano de 2000, a sua população era de 3164 habitantes.
Em 2006, foi estimada uma população de 3011, um decréscimo de 153 (-4.8%).

## Geografia
De acordo com o United States Census Bureau tem uma área de
6,1 km², dos quais 6,1 km² cobertos por terra e 0,0 km² cobertos por água.

## Localidades na vizinhança
O diagrama seguinte representa as localidades num raio de 16 km ao redor de Girard.